# 르 프티 파리지앵

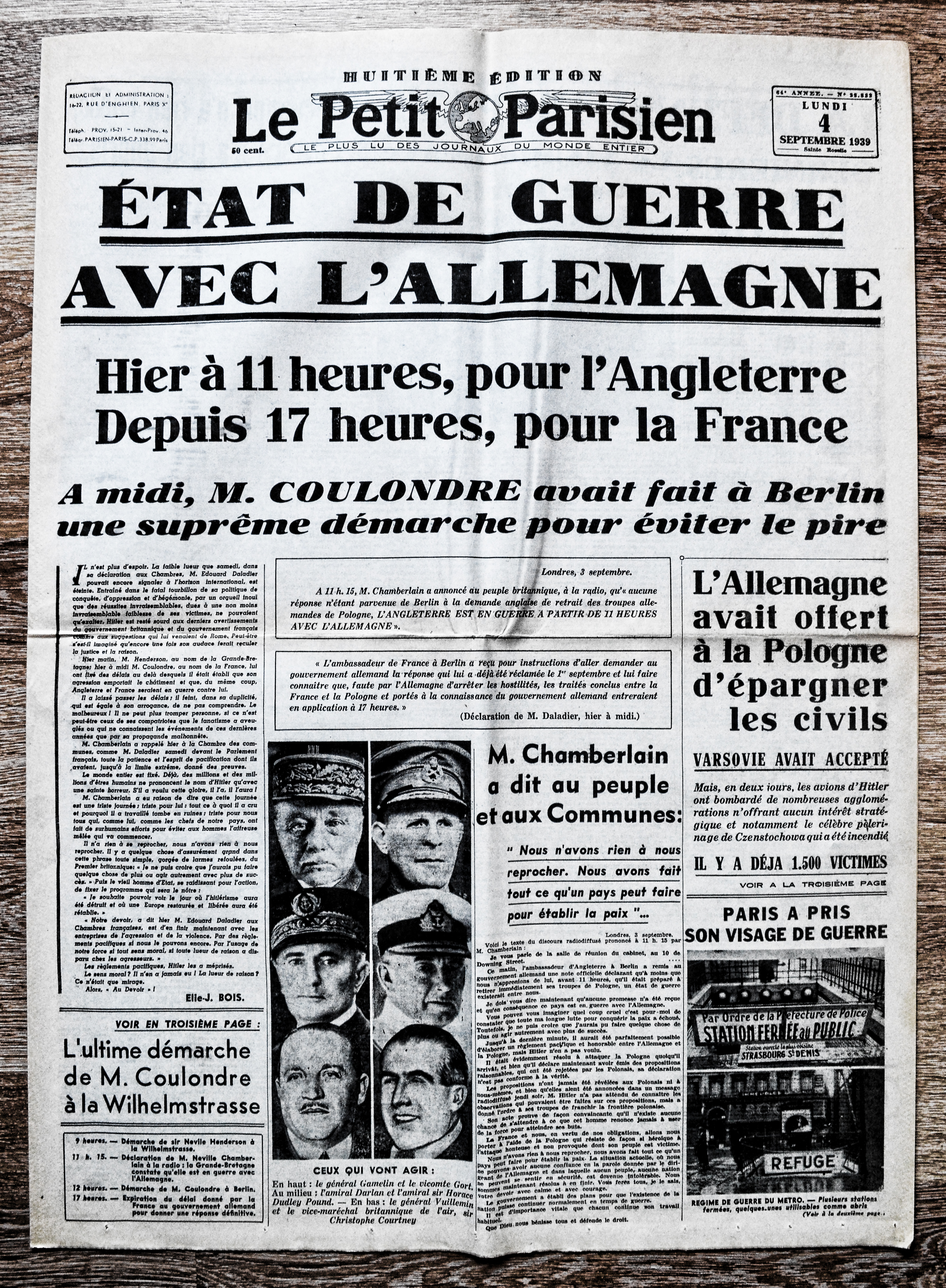
1939년 9월 4일자 표지. 제2차 세계 대전 발발 3일 후 프랑스의 독일에 대한 선전포고를 헤드라인으로 다루고 있다.

르 프티 파리지앵 (Le Petit Parisien)은 프랑스 제3공화국 시기의 언론이었다. 1876년부터 1944년까지 발행되었으며, 제1차 세계 대전 이후 발행 부수는 2백만 부 이상이었다.

## 발행
이름과는 달리 이 신문은 프랑스 전역에서 유통되었으며, 기록에 따르면 당시 세계에서 가장 많은 신문 발행 부수를 기록했다고 주장했다. 1927년 5월, 이 신문은 장폴 사르트르와 그의 친구들이 꾸민 미디어 장난에 빠져 찰스 린드버그가 고등사범학교 명예 학생으로 선정될 것이라고 보도했다. 제2차 세계 대전 중 클로드 장테 편집장 아래 이 신문은 비시 정권의 공식 대변지였으며, 1944년 장테에 의해 나치 독일에서 잠시 발행되다가 폐간되었다.

## 배경
20세기 이전에는 파리의 라 프레스와 같이 신문이 대부분 정치적이었다. 이는 신문이 이윤을 얻기 위해 정당과 밀접한 관계를 맺고 있었기 때문이다. 그러나 이는 발행 부수 정체로 이어졌다. 조셉 퓰리처의 신문인 르 마탱의 창간은 새로운 유형의 저널리즘을 고무시켰다. 이는 르 프티 주르날과 르 프티 파리지앵의 시작을 촉발시켰고, 프랑스 저널리즘을 대중 매체로 도약시켰다. 이 신문들은 정치적 선전에 의존하기보다 선정적인 뉴스를 제공했는데, 이는 또한 대부분의 정치 신문에 부과되던 세금을 피할 수 있음을 의미했다. 재정 및 패션과 같은 주제를 다루는 이 새로운 스타일은 중하류층 독자들을 대상으로 했다. 이러한 인구 통계에 호소함으로써 르 프티 파리지앵의 발행 부수를 수백만 부로 늘리는 데 기여했다.

## 삽화
르 프티 파리지앵은 매주 일요일 표지에 삽화를 실었다. 이 삽화들은 종종 시사 사건의 시각적 표현이었고, 신문 내의 기사와 짝을 이루었다. 사진이 쉽게 이용 가능하지 않았기 때문에, 신문은 지역 예술가들에게 휴먼 인터레스트 스토리의 그림과 스케치를 제공하도록 의존했다. 이러한 삽화 표지의 목적은 지나가는 사람들의 눈길을 사로잡는 것이었다. 일부 삽화는 선정적이거나 스캔들로 간주되었는데, 이는 독자들의 관심을 의도적으로 끌기 위한 것이었다. 이 표지들은 많은 예술가들에게 미학적 매력 때문에 연구되며, 많은 연구자들에게는 판매에 미치는 영향 때문에 연구된다.

## 작가
20세기 중반까지 유럽에는 공식적인 저널리즘 학교가 없었다. 따라서 르 프티 파리지앵의 작가들은 저널리즘 교육을 받지 않았고, 종종 활동가이자 다양한 전문 분야를 가진 엘리트 작가들이었다. 이 신문의 객원 작가 중에는 국제 특파원인 앙드레 비올리스가 있었다.

## 몰락
두 차례의 세계 대전 사이에 편집장의 잦은 교체는 르 프티 파리지앵이 1980년대까지 프랑스를 괴롭혔던 무규제 미디어 소유권의 영향을 받고 있었음을 시사한다. 르 프티 파리지앵은 재활을 위한 노력에도 불구하고 제2차 세계 대전 중 독일 침략자들과의 협력 정책에서 살아남지 못했다.

## 프랑스 국립도서관—갈리카
르 프티 파리지앵의 모든 사본은 프랑스 국립도서관—갈리카 웹사이트에서 찾을 수 있다.

## 같이 보기
- 프랑스 저널리즘의 역사